# Reserva Nacional Pucacuro
Die Reserva Nacional Pucacuro ist ein nationales Schutzgebiet in Nordost-Peru in der Region Loreto. Es wurde am 18. August 2005 eingerichtet. Verwaltet wird es von der staatlichen Naturschutz-Agentur Servicio Nacional de Areas Naturales Protegidas por el Estado (SERNANP). Das Areal besitzt eine Fläche von 6379,54 km². Es wird in der IUCN-Kategorie VI als ein Schutzgebiet geführt, dessen Management der nachhaltigen Nutzung natürlicher Ökosysteme und Lebensräume dient. Es dient der Erhaltung der Nebelwälder in dem Gebiet und damit einem Ökosystem endemischer und bedrohter Pflanzen- und Tierarten. Das Gebiet wird der Ökoregion Napo zugerechnet.

## Lage
Das Schutzgebiet liegt im Amazonasbecken und reicht im Nordwesten bis an die ecuadorianische Grenze. Es liegt im Distrikt Tigre der Provinz Loreto und erstreckt sich über fast das gesamte Einzugsgebiet des Río Pucacuro, ein linker Nebenfluss des Río Tigre, und befindet sich 250 km nordwestlich der Regionshauptstadt Iquitos. Lediglich das Quellgebiet des Río Pucacuro befindet sich außerhalb des Schutzgebietes, jenseits der ecuadorianischen Grenze. Im Südosten grenzt das Schutzgebiet an das regionale Schutzgebiet Alto Nanay-Pintuyacu-Chambira.

## Ökologie
In dem Gebiet wurden 77 Säugetierarten, 452 Vogelarten, 69 Reptilienarten und 145 Fischarten gezählt. Zu den Säugetieren gehört der Weißstirnklammeraffe (Ateles belzebuth), der Silberne Wollaffe (Lagothrix poeppigii), der Äquatorial-Saki (Pithecia aequatorialis), der Jaguar (Panthera onca), die Langschwanzkatze (Leopardus wiedii), der Große Ameisenbär (Myrmecophaga tridactyla), der Riesenotter (Pteronura brasiliensis) und das Riesengürteltier (Priodontes maximus). Zur Vogelwelt gehört der Salvinhokko (Mitu salvini), die Harpyie (Harpia harpyja), der Königsgeier (Sarcoramphus papa), der Gelbbrustara (Ara ararauna), der Grünflügelara (Ara chloroptera), der Scharlachara (Ara macao), der Rotbauchara (Orthopsittaca manilata) und der Rotbugara (Ara severus). Zu den Reptilien im Gebiet zählt die Arrauschildkröte (Podocnemis expansa). Bezüglich der Flora sind folgende bemerkenswerte Pflanzen zu nennen: Aniba rosaeodora, der Kapokbaum (Ceiba pentandra) und Maytenus macrocarpa.